# Kretek
Kretek – papierosy produkowane z mieszanki tytoniu, goździków i innych dodatków smakowych. Nazwa oryginalna „kretek” jest wyrazem dźwiękonaśladowczym imitującym dźwięk palonych goździków.

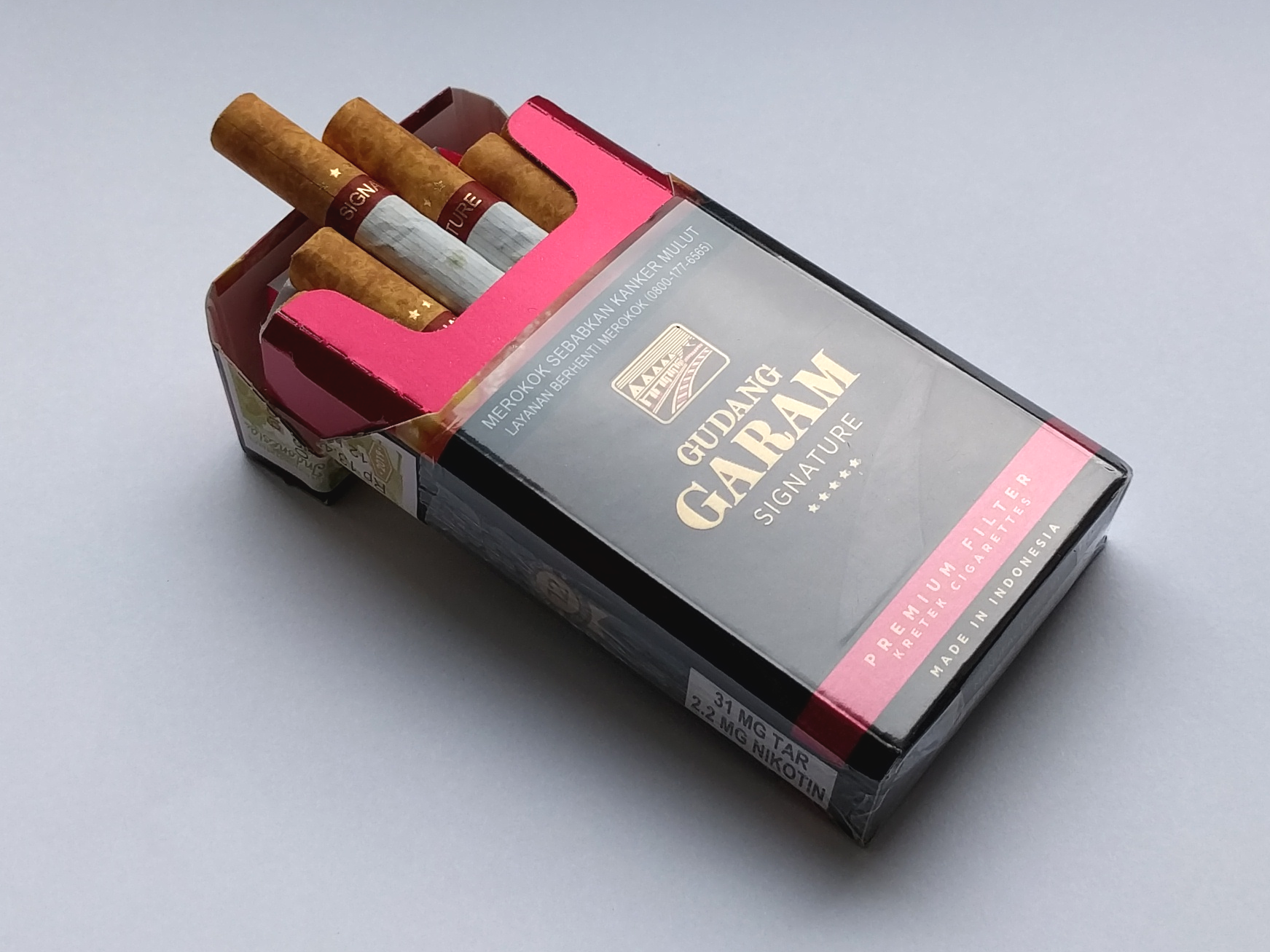
Paczka papierosów „kretek” marki Gudang Garam

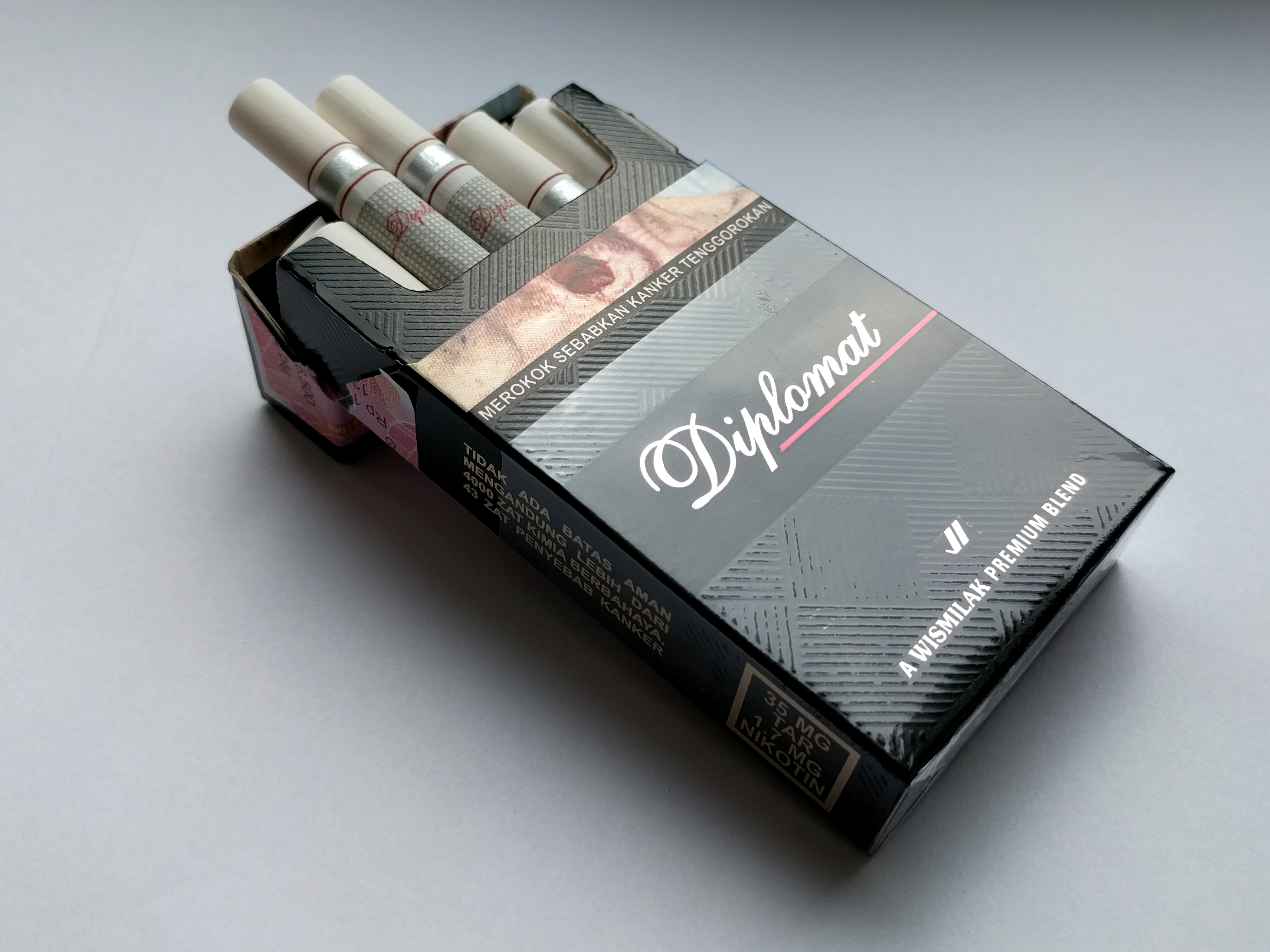
Paczka papierosów „kretek” marki Wismilak Diplomat

Papierosy goździkowe zaczęły powstawać pod koniec XIX wieku w mieście Kudus w Indonezji. Najbardziej popularne są w kraju powstania, lecz z biegiem czasu znajdowały zwolenników w innych zakątkach świata. Najbardziej znane firmy produkujące papierosy kretek to Bentoel, Djarum, Gudang Garam itd. 
W Polsce najłatwiej dostępne były papierosy goździkowe firmy Djarum. Po zmianach w europejskim prawie sprzedaż tego typu papierosów jest na terenie Unii Europejskiej zakazana.